# منطقه کلان‌شهری نورنبرگ
منطقه کلان‌شهری نورنبرگ (به آلمانی: Metropolregion Nürnberg) یکی از یازده منطقه کلان‌شهری آلمان است. این ناحیه کلان‌شهری نزدیک به ۳،۶ میلیون تن جمعیت داشته و بخش هایی از ایالت های بایرن و تورینگن را در بر می گیرد.